# Certificação orgânica

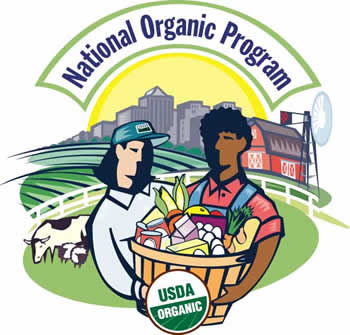
O Programa Orgânico Nacional (administrado pelo USDA) é responsável por rotular os alimentos como orgânico. Para que um alimento seja rotulado como "orgânico", ele deve atender aos padrões orgânicos do USDA.

A certificação orgânica ou certificação biológica é um processo de certificação para produtores de alimentos orgânicos e outros produtos agrícolas orgânicos. Em geral, qualquer empresa diretamente envolvida na produção de alimentos pode ser certificada, incluindo fornecedores de sementes, agricultores, processadores de alimentos, retalhistas e restaurantes. Uma contrapartida menos conhecida é a certificação para têxteis orgânicos (ou roupas orgânicas), que inclui a certificação de produtos têxteis feitos de fibras cultivadas organicamente.

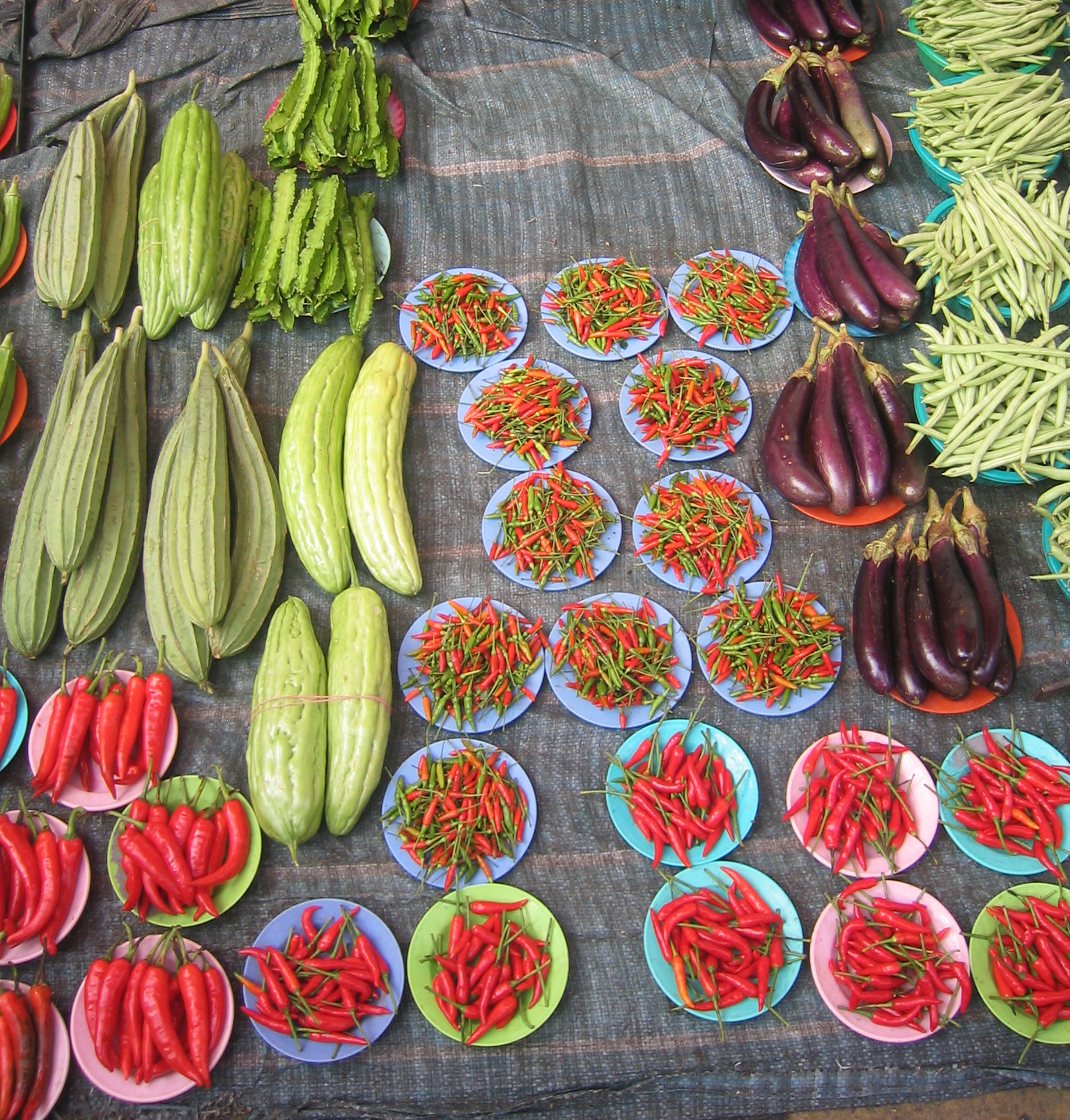
Vegetais orgânicos num mercado de agricultores na Argentina.

Os requisitos variam de país para país e geralmente envolvem um conjunto de padrões de produção para cultivo, armazenamento, processamento, embalagem e envio que incluem:
- evitar o uso de produtos químicos sintéticos (por exemplo, fertilizantes, pesticidas, antibióticos, aditivos alimentares), a irradiação e o uso de lamas de esgoto;[2]
- evitar sementes geneticamente modificadas;
- uso de terras agrícolas que estiveram livres de insumos químicos proibidos por vários anos (geralmente, três ou mais);
- para o gado, respeitando requisitos específicos de alimentação, alojamento e reprodução;
- manter registos detalhados de produção e vendas por escrito (trilha de auditoria);
- manter rigorosa separação física de produtos orgânicos de produtos não certificados;
- passando por inspeções periódicas no local.

Em alguns países, a certificação é supervisionada pelo governo, e o uso comercial do termo orgânico é legalmente restrito. Produtores orgânicos certificados também estão sujeitos às mesmas regulamentações agrícolas, de segurança alimentar e outras regulamentações governamentais que se aplicam a produtores não certificados.
Os alimentos orgânicos certificados não são necessariamente isentos de pesticidas, pois certos pesticidas são permitidos.

## Propósito
A certificação orgânica atende à crescente procura mundial por alimentos orgânicos. O objetivo é garantir a qualidade, prevenir fraudes e promover o comércio. Embora essa certificação não fosse necessária nos primórdios do movimento orgânico, quando pequenos agricultores vendiam os seus produtos diretamente em mercados de produtores, à medida que os produtos orgânicos ganharam popularidade, cada vez mais consumidores estão a comprar alimentos orgânicos por meio de canais tradicionais, como supermercados. Dessa forma, os consumidores devem confiar na certificação regulatória de terceiros.
Para produtores orgânicos, a certificação identifica fornecedores de produtos aprovados para uso em operações certificadas. Para os consumidores, "orgânico certificado" serve como uma garantia do produto, semelhante a "baixo teor de gordura", "100% trigo integral" ou "sem conservantes artificiais".
A certificação visa essencialmente regular e facilitar a venda de produtos orgânicos aos consumidores. Os organismos de certificação individuais têm as suas próprias marcas de serviço, que podem atuar como uma marca para os consumidores. Um certificador pode promover o alto valor de reconhecimento do consumidor do seu logótipo como uma vantagem de marketing para os produtores.